# Chaunax suttkusi

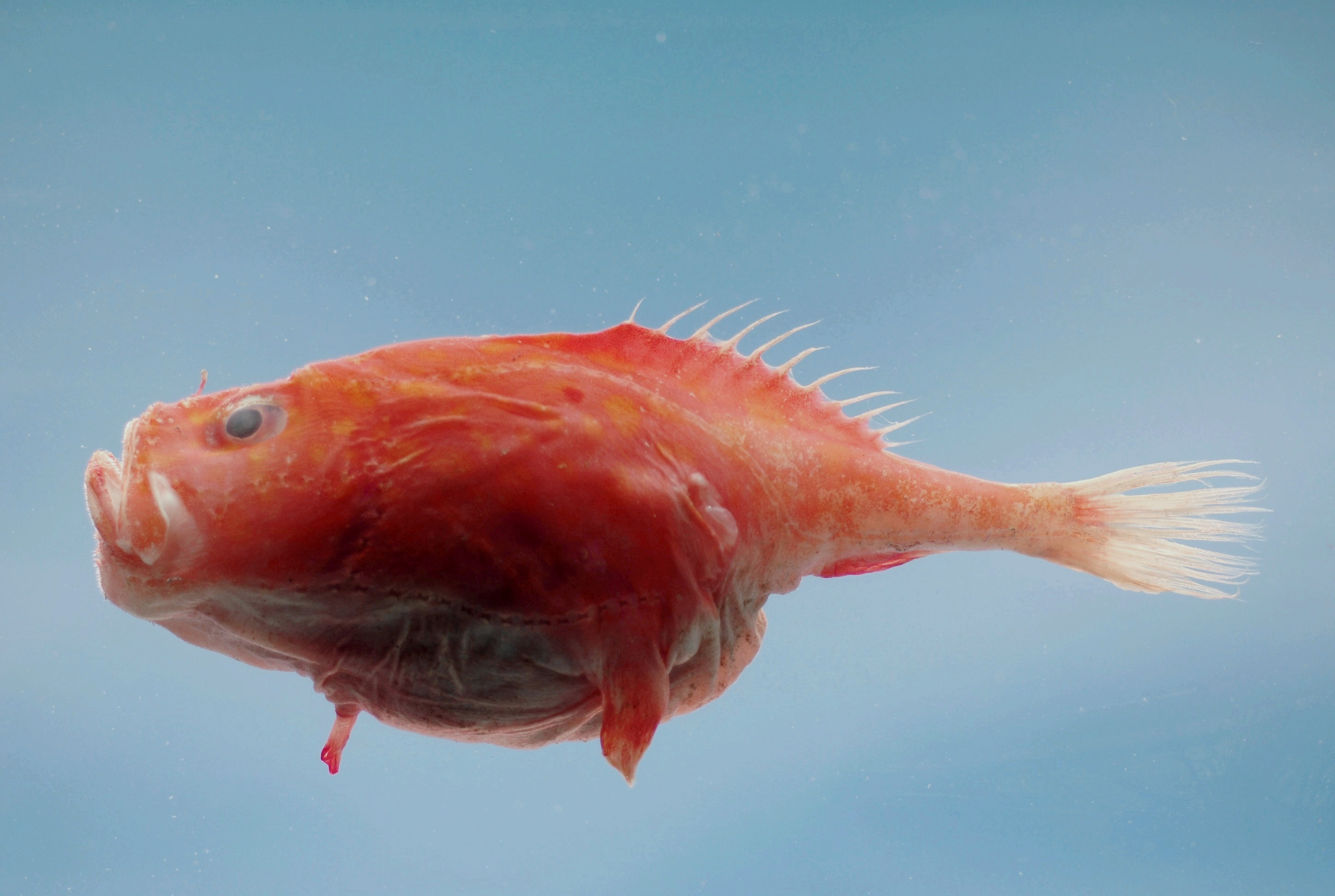

Il  Chaunax suttkusi è un pesce osseo marino della famiglia Chaunacidae.

## Distribuzione e habitat
È presente nell'oceano Atlantico sia occidentale (dalla Carolina del Sud negli USA al Rio Grande do Norte in Brasile) che orientale (dalle Azzorre all'Angola). Due esemplari sono stati catturati nel mar Mediterraneo nella stessa area tra Sardegna, Sicilia e Tunisia a profondità tra i 500 ed i 600 metri.
Si trova dai 200 ad oltre 100 metri di profondità.

## Descrizione
Come tutti i membri della famiglia il Chaunax suttkusi ha un aspetto caratteristico, quasi comico, con corpo quasi sferico, rigonfiabile a volontà, con bocca grande quasi verticale armata di numerosissimi piccoli denti. La pelle è flaccida e coperta di scaglie spinose. Il primo raggio della pinna dorsale, come accade in tutti i membri della famiglia e nella rana pescatrice, è trasformato in un filamento con lobo terminale atto ad attrarre le prede. Le pinne pettorali sono robuste e dotate di un peduncolo carnoso, alla loro base si apre l'apertura delle branchie, molto piccola.
Il corpo è arancio-rossastro con punti dorati, le pinne sono rosee.
La taglia massima è di 40 cm.

## Biologia

### Alimentazione
Si ciba di pesci ed invertebrati.

### Riproduzione
Le uova sono deposte in masse gelatinose.